# 瓦努阿拉區
17°18′49″S 70°19′20″W / 17.3136°S 70.3222°W
瓦努阿拉區（西班牙語：Distrito de Huanuara），是秘魯的一個區，位於該國南部塔克納大區的坎達拉韋省，始建於1945年1月5日，面積95.6平方公里，海拔高度3,250米，2005年人口735，人口密度每平方公里7.7人。